# Daniel Quaye
Daniel Quaye (25 dicembre 1980) è un ex calciatore ghanese, di ruolo difensore.

## Carriera
Con la nazionale Nazionale ghanese ha preso parte ai Mondiali 2006.